# Pierre Le Nain
Pierre Le Nain OCist (* 25. März 1640 in Paris; † 14. Dezember 1713 in Soligny-la-Trappe) war ein französischer Zisterzienser, Theologe und Ordenshistoriker.

## Leben
Pierre Le Nain wuchs in Paris als Sohn eines hohen Beamten des Parlement auf. Wie sein älterer Bruder, der Historiker Louis-Sébastien Le Nain de Tillemont, besuchte er die Schule der Solitaires von Port Royal des Champs. Er trat zuerst bei den Augustiner-Chorherren vom Heiligen Victor in Paris ein und wurde 1667 zum Priester geweiht. Er wechselte zu den Zisterziensern von La Trappe in Soligny-la-Trappe bei Alençon. Dort wurde er am 21. November 1668 eingekleidet und legte 1669 Profess ab. Er wurde Schüler und Freund von Armand Jean Le Bouthillier de Rancé und Subprior des Konventes. 1700 erlebte er dessen Tod als Augenzeuge und widmete ihm folglich eine Lebensbeschreibung, die nach dem Tod des Verfassers erschien. Le Nains neunbändige Ordensgeschichte der Zisterzienser ist biographisch angelegt.

## Werke
- Essai de l’histoire de l’Ordre de Citeaux, tirée des Annales de l’Ordre, et de divers autres historiens. 9 Bde. François Muguet, Paris 1696–1697.
- Méditations sur la règle de S. Benoist, tirées du Commentaire de monsieur l’abbé de la Trappe sur la mesme règle. Seconde édition. Revue, corrigée & augmentée de plusieurs élévations à Dieu, & d’une conduite intérieure pour se disposer à une bonne mort. François Muget, Paris 1698, 1705, 1713.
- Homélies sur plusieurs chapitres du prophète Jeremie. 2 Bde. François Muguet, Paris 1706.
- La vie du R. P. dom Armand-Jean Le Boutillier de Rancé, abbé et réformateur de la maison Dieu Notre-Dame de la Trappe, de l’étroite observance de l’ordre de Cîteaux. 2 Bde. Paris 1715, 1719.
  - (deutsch) Ausführliche, lehrreiche und sehr bewegliche Lebens-Beschreibung des hochwürdigen und seeligen Herrn Armandi Joannis le Bouthillier de Rance. Anfangs Frantzösisch beschrieben durch R. P. Petrum le Nain, Subpriorem zu la Trappe, ... Nunmehro ... ins Deutsche übersetzt durch einen Priester Ordinis Sancti Benedicti. Augsburg 1751.